# Ахмед Јасер
Ахмед Јасер (17. мај 1994) катарски је фудбалер.

## Репрезентација
За репрезентацију Катара дебитовао је 2013. године. За национални тим одиграо је 29 утакмица.

## Статистика
| Катар  | Катар | Катар |
| Год.   | Ута.  | Гол.  |
| ------ | ----- | ----- |
| 2013   | 2     | 0     |
| 2014   | 1     | 0     |
| 2015   | 8     | 0     |
| 2016   | 10    | 0     |
| 2017   | 8     | 0     |
| Укупно | 29    | 0     |